# Problemas no resueltos de la química
Los problemas no resueltos en química se refieren a cuestiones de calado teórico con importantes consecuencias en química. Si bien los problemas comunes de la química suelen ser cuestiones del tipo "¿podemos hacer el compuesto X?", y son resueltos de manera más o menos rápida, este artículo presentan algunas preguntas persistentes con implicaciones más profundas.

## Lista de problemas
Algunos de los problemas no resueltos de la química incluyen:
- Solvolisis del catión norbornilo: ¿Por qué es tan estable el catión norbornilo? ¿Es simétrico? Este problema ha sido ampliamente establecido para el catión norbornilo no sustituido, pero no para el catión sustituido.
- ¿Cuál es la estructura de los superconductores de temperatura alta en puntos distintos de sus respectivos diagramas de fase? ¿Puede ser la temperatura de transición llevada a temperatura ambiente?
- Reacciones acuosas: ¿Por qué ciertas reacciones orgánicas se aceleran en la interfase agua-disolvente orgánico?
- Enzimas más que perfectas: ¿Por qué algunas enzimas muestran cinéticas más rápidas que su propia difusión? Ver Cinética enzimática.
- Feynmanio: ¿Cuáles son las consecuencias químicas de tener un elemento (137) cuyos electrones viajen más rápido que la luz?
- Base de datos de transformaciones químicas: ¿Es práctico generar una base de datos de transformaciones químicas y derivar de ella rutas sintéticas para un compuesto cualquiera dado?
- Problema del Plegamiento proteico: ¿Es posible predecir las estructuras secundaria, terciaria y cuaternaria de una secuencia de polipéptidos basándose solamente en la secuencia y en la información del entorno?
- Problema inverso del plegamiento proteico: ¿Es posible diseñar una secuencia polipeptídica que adopte una estructura dada bajo ciertas condiciones del entorno?
- ¿Cuál es el origen de la homoquiralidad en aminoácidos y azúcares?
- ¿Qué tiene mayor influencia en la inducción quiral en reacciones químicas estereoespecíficas y estereoselectivas: los efectos estéricos (repulsión electrónica) o los electrónicos (polarización electrónica)?
- ¿Cómo se puede convertir eficientemente la energía electromagnética (fotones) en energía química? (p. ej., lisis del agua en H2 y O2 usando energía solar).
- ¿Cuáles son los orígenes químicos de la vida? ¿Cómo generaron los compuestos químicos no vivos formas de vida autoreplicantes complejas?
- ¿Cómo determinan los flujos de elementos, energía y electrones (estados de oxidación) la estructura de los ecosistemas globales y locales?
- ¿Cuál es el origen de la barrera de rotación del enlace en el etano: el impedimento estérico o la hiperconjugación?
- ¿Pueden las propiedades macroscópicas de una sustancia ser explicadas por fuerzas y energías en escala atómica? ¿Qué de la escala macroscópica puede ser determinado por lo microscópico?

- Datos: Q1106949